# Natalie von Modl
Natalie von Modl, auch Natali von Modl oder Natalia von Modl (* 13. Juni 1850 in Kalisch, Kongresspolen; † 1916 in Berlin), war eine deutsche Genre- und Porträtmalerin der Düsseldorfer Schule.

## Leben
Natalie von Modl, Tochter des evangelisch-augsburgischen Superintendenten Ernst Johann August von Modl († 22. April 1860 in Kalisch), erhielt eine private künstlerische Ausbildung bei dem Maler Eduard von Gebhardt in Düsseldorf, später auch in Paris und Italien. Sie unternahm zahlreiche Reisen in Deutschland, nach Polen und in die Alpengebiete. Ihr Ausstellungsdebüt hatte sie wohl im März 1870 auf der 17. Kunstausstellung des Kunstvereins Bremen. 1875 und 1879 zeigte sie Arbeiten in der Galerie Eduard Schulte in Düsseldorf, 1879 und 1895 in Kassel (38. und 46. Kunstausstellung), 1884 und 1888 auf der Berliner Kunstausstellung, 1895 auf der Großen Berliner Kunstausstellung. Als unverheiratete Künstlerin lebte sie in Hannover und auf Kloster Ribnitz in Mecklenburg. Von 1884 bis zu ihrem Tod im Jahr 1916 war sie Mitglied im Verein der Berliner Künstlerinnen.
Die Sammlung des Mittelrhein-Museums in Koblenz besitzt ihr Dreiviertelporträt von Karola Schüller, geborene Bamberger (1871–1926), der Gattin des Koblenzer Oberbürgermeisters Emil Schüller (Öl, 1874).